# Libanons håndboldlandshold (herrer)
Libanons håndboldlandshold for mænd er det mandlige landshold i håndbold for Libanon. Det repræsenterer landet i internationale håndboldturneringer. Indtil videre har de deltaget to gange i finalen i en international håndboldturnering – det de asiatiske mesterskaber i Iran i 2008 og samt to år senere i Libanon.

## Resultater

### Asienmesterskabet i håndbold
| År   | Libanons placering | Værtsland |
| ---- | ------------------ | --------- |
| 2008 | 10.- plads         | Iran      |
| 2010 | 8.- plads          | Libanon   |
| 2016 | 10.- plads         | Bahrain   |